# それいけ、わんちゃん!
「それいけ、わんちゃん!」（Go, Dog. Go!）は、アメリカの児童文学作家P・D・イーストマンが1961年から発表し始めた児童文学作品である。

## 絵本
アメリカでは1961年に出版された。
それは、仕事、遊び、そして最後の神秘的な目標である犬のパーティーを追求するために車やその他の乗り物を操作する、移動性の高い犬のグループの行動と相互作用について説明しています。

## それいけ、わんちゃん!（TVシリーズ）
ここでは2021年1月26日から世界のNetflixで放送されている「それいけ、わんちゃん!」のTVシリーズについて記述する。

### 設定
- 町：多くの犬が住む「パウストン」と呼ばれる町。

### スタッフ
- 原作：P・D・イーストマン
- デベロッパー：アダム・ペルツマン
- 音楽：ポール・バックリー
- 監督：アンドリュー・ダンカン、キラナ・シャンヘラ
- 出演者：ミケラ・ルチ、カラム・ショニカー、ケイティ・グリフィン、マーティン・ローチ、タージャ・イセン、リヨン・スミス、ジュディ・マーシャンク、パトリック・マッケンナ、リンダ・バランタイン、ジョシュア・グラハム、ザリーナ・ロシャ、デヴィン・マック、デビッド・ベルニ、アナンド・ラージャーラム、ジェラルド・マッカーシー、ジュリー・レミュー、ダニー・スミス、ポール・バックリー、リノ・セルムサー、ゾーイ・アンドレア
- エグゼキュティブプロデューサー：アダム・ペルツマン、リン・ケスティン・セスラー、クリス・アンゲリリ、ジョシュ・シェルバ、ステファニー・ベッツ、アミール・ナスラバディ
- 製作：モルガナ・デュケ
- 編集：ケン・マッケンジー、ジーナ・パチェコ、ライアン・ヴァレード
- 制作協力：ドリームワークス・アニメーション・テレビ、ワイルドブレイン・スタジオ
- 制作：Netflix

### 登場人物

#### メインキャラ
タグ・ベイカー（Tag Barker）
声 - ミケーラ・ルーチ（原）、正垣那々花（日）
主人公であるオレンジ色のビグァドー。6歳。彼女はチェダー・ビスケット、スパイク、ギルバーとイップ・ベイカーの姉妹です。
スクーチ・プーチ（Scooch Pooch）
声 - カラム・ショニカー（原）、木村皐誠（日）
第二役である青のテリア。6歳。彼はタグの親友です。
ママ（Ma Barker）
声 - ケイティ・グリフィン（原）
ラベンダー色の雌ビグァドー。彼女はタグ、チェダー・ビスケット、スパイク、ギルバーとイップ・ベイカーの母です。
パパ（Paw Barker）
声 - マーティン・ローチ（原）
茶色のビグァドー。彼はタグ、チェダー・ビスケット、スパイク、ギルバーとイップ・ベイカーの父です。
チェダー・ビスケット（Cheddar Biscuit）
声 - タージャ・アイセン（原）
白水玉模様の雌ビグァドー。7歳。彼女はタグ、スパイク、ギルバーとイップ・ベイカーの姉妹です。
スパイク・ベイカー（Spike Barker）
声 - リヨン・スミス（原）
赤のビグァドー。彼はタグ、チェダー・ビスケット、ギルバーとイップ・ベイカーの兄弟です。
ギルバー・ベイカー（Gilber Barker）
声 - リヨン・スミス（原）
黄色のビグァドー。彼はタグ、チェダー・ビスケット、スパイクとイップ・ベイカーの兄弟です。
おばあちゃん（Grandma Marge Barker）
声 - ジュディ・マーシャク（原）
紫の雌ビグァドー。彼女はタグ、チェダー・ビスケット、スパイク、ギルバーとイップ・ベイカーの祖母です。
おじいちゃん（Grandpaw Mort Barker）
声 - パトリック・マッケンナ（原）
ベージュのビグァドー。彼はタグ、チェダー・ビスケット、スパイク、ギルバーとイップ・ベイカーの祖父です。
イップ・プーチ（Yip Barker）
ベイカー一家の嬰児。彼はタグ、チェダー・ビスケット、スパイクとギルバー・ベイカーの兄弟です。
プーチ軍曹（Sgt Pooch）
声 - リンダ・バレンタイン（原）
スクーチの母親。彼女はスクーチの母です。

#### バルカペラス（The Barkapellas）
テナー（Tenor）
声 - ポール・バックリー（原）、入澤建（日）
背の高いオレンジ色のイヌ。
ベース（Bass ）
声 - リノ・セルムサー（原）、吉谷晃（日）
小さな紫のイヌ。
アルト（Alto）
声 - ゾーイ・ダンドレア（原）、武内鮎美（日）
中型シアンの雌イヌ。

#### サブキャラ
レディ・リディア（Lady Lydia）
声 - リンダ・バレンタイン（原）
ピンクの雌プードル。
サム・ウィペット（Sam Whippet）
声 - ジョシュア・グレアム（原）
青のイングリッシュ・グレイハウンド。
フランク（Frank）
声 - デイビッド・ベルニ（原）
黄色のイヌ。
ビーンズ（Beans）
声 - アナンド・ラジャラム（原）
緑のオールド・イングリッシュ・シープドッグ。
ジェラルド（Gerald）
声 - パトリック・マッケンナ（原）
青緑のイヌ。
マットフィールド（Muttfield）
声 - パトリック・マッケンナ（原）
紫のイヌ。彼はパウストンの有名なマジシャンです。
マンホール・ドッグ（Manhole Dog）
声 - パトリック・マッケンナ（原）
ベージュのイヌ。
スニフィントン市長（Mayor Sniffington）
声 - リンダ・バレンタイン（原）
紫の雌イヌ。彼女はパウストンの市長です。
ビーフステーキ（Beefsteak）
声 - タージャ・アイセン（原）
ピンクの雌チワワ。
ワーグネス（Wagnes）
声 - ジュディ・マーシャク（原）
青の雌イヌ。
ウィンド・スウィフトリー（Wind Swiftly）
声 - エイヴァ・プレストン（原）
紫の雌イヌ。
ダグ（Doug）
黄色のイヌ。
大きい犬（Big Dog）
巨大で背の高い白と灰色のイヌ。彼は子犬の友達です。
子犬（Little Dog）
声 - ハティ・クラグテン（原）
小さな紫の雌犬。彼女は大きい犬の友達です。
ロンダ（Rhonda）
青の雌子犬。
コーチ・チューマン（Coach Chewman）
声 - フィル・ウィリアムズ（原）
赤のイヌ。
ガベ・ルーフ（Gabe Roof）
声 - フィル・ウィリアムズ（原）
黄色のイヌ。
ドニー・スリッパ（Donny Slippers）
声 - ジェイミー・ワトソン（原）
赤のイヌ。
ワッグス・マルティネス（Waggs Martinez）
声 - リンダ・バレンタイン（原）
紫の雌イヌ。
キャッチ・モアリー（Catch Morely）
声 - ジュリー・レミュー（原）
青の雌イヌ。
フリップ・チェースリー（Flip Chasely）
声 - アナンド・ラジャラム（原）
茶色のイヌ。
ハンボニオ（Hambonio）
赤の美容師イヌ。

#### 玩具
クラックルズ（Cluckles）
緑の玩具のニワトリ。
ピンキー・ベア（Pinkie Bear）
大きなピンクの玩具のクマ。

#### その他
カム・スナップショット（Cam Snapshot）
ピンクの雌イヌ。
サンドラ・ポーズ（Sandra Paws）
声 - ディーン・デグルイター（原）
サンタクロースに触発された大きな氷のような女性の青いイヌ。
テイリー（Taylee）
声 - マンヴィ・タパー（原）
緑の雌子犬。
ケリー・コルジ（Kelly Korgi）
声 - ステーシー・ケイ（原）
桃色の雌イヌ。
フェッチャー（Fetcher）
声 - デベン・マック（原）
青緑のイヌ。
レオ・ハウルステッド（Leo Howlstead）
声 - ジョン・ストッカー（原）
灰色の老イヌ。
チリ（Chili）
声 - アナンド・ラジャラム（原）
赤のオールド・イングリッシュ・シープドッグ。彼はビーンズのいとこです。
アーリー・エド（Early Ed）
声 - フィル・ウィリアムズ（原）
緑のイヌ。
フラニー（Franny）
茶色の雌子犬。
フラニーのお母さん（Franny's Mom）
声 - タージャ・アイセン（原）
ミントグリーンの雌イヌ。
フラニーのお父さん（Franny's Dad）
声 - ジョシュア・グレアム（原）
青のイヌ。
バウザー（Bowser）
声 - アナンド・ラジャラム（原）
青のイヌ。
ジェリー（Jerry）
茶色のイヌ。
見物人の犬（Onlooker Dog）
声 - アナンド・ラジャラム（原）
黄色のイヌ。
チェッカード・ワグ（Checkered Wag）
声 - リヨン・スミス（原）
白黒のイヌ。
サイラス（Cyrus）
声 - コリー・ドラン（原）
青のイヌ。
ジェイク（Jake）
声 - コリー・ドラン（原）
黄色のイヌ。
ヘッド・バンディット（Head Bandit）
声 - コリー・ドラン（原）
茶色のイヌ。
サイドキック・バンディット（Sidekick Bandit）
声 - アナ・サニ（原）
茶色の雌イヌ。
ジャッジ・ジョールズ（Judge Jowls）
声 - エリー・レイ・ヘネシー（原）
紫の雌イヌ。
シェフ・パグ（Chef Pug）
声 - クワク・アドゥー・ポク（原）
パティシエのパグ。
フロー（Flo）
声 - リンダ・バレンタイン（原）
紫の雌イヌ。
デール・メーション（Dale Mation）
消防士の雌ダルメシアン。
レディ・ビッグハット（Lady Bighat）
声 - リンダ・バレンタイン（原）
シアンの雌プードル。
レディ・リトルハット（Lady Littlehat）
声 - リンダ・バレンタイン（原）
紫の雌プードル。
マンディ・マクルフ（Mandy McRuff）
声 - ジュディ・マーシャク（原）
緑の雌イヌ。
ウィットリング・ウィーナードッグ（Whittling Weinerdog）
声 - パトリック・マッケンナ（原）
白のイヌ。
サブリナ（Sabrina）
声 - リンダ・バレンタイン（原）
クリーム色の雌イヌ。
トップ・ドッグ（Top Dog）
声 - パトリック・マッケンナ（原）
金色のイヌ。

#### ピエロ
ワグル（Waggles）
ピンクの道化師イヌ。
ボインゴス（Boingos）
緑の道化師イヌ。
ソーピー（Soppy）
青の雌道化師イヌ。
ストラグルズ（Struggles）
青の道化師イヌ。
キャノン・トリプレット（The Cannon Triplets）
黄色い道化師イヌ3匹。

#### ネコ
キット・ウィスカトン（Kit Whiskerton）
声 - ザリナ・ロチャ（原）
紫の雌ネコ。
トム・ウィスカトン（Tom Whiskerton）
声 - ポール・ブラウンスタイン（原）
灰色のネコ。彼はキットの父です。

### エピソード
| シーズン | シーズン | 話数 | 話数 | 発売期間       | 発売期間       |
| -------- | -------- | ---- | ---- | -------------- | -------------- |
|          | 1        | 9    | 9    | 2021年1月26日  | 2021年1月26日  |
|          | 2        | 9    | 9    | 2021年12月7日  | 2021年12月7日  |
|          | 3        | 8    | 8    | 2022年9月19日  | 2022年9月19日  |
|          | 4        | 14   | 14   | 2023年11月27日 | 2023年11月27日 |

#### シーズン 1 (2021年)
| 通算 | 話数 | 日本語版サブタイトル                                     | 英語版サブタイトル                             | 公開日        |
| ---- | ---- | -------------------------------------------------------- | ---------------------------------------------- | ------------- |
| 1    | 1    | パウストンへようこそ ／ 新しい はいたつ員さん            | Welcome to Pawston / Ruff Day on the Job       | 2021年1月26日 |
| 2    | 2    | コンサート大さくせん ／ 目指せ! カーレーサー             | Dark Park Bark Lark / The Fast and the Curious | 2021年1月26日 |
| 3    | 3    | バーカー家のファミリーコンテスト ／ グースカおねむりデー | Old Dog, New Tricks / Snoozie-Hullabaloozie    | 2021年1月26日 |
| 4    | 4    | それいけ、モーターショー ／ しょうりへのカギ             | Show Dog, Show / Keys to Victory               | 2021年1月26日 |
| 5    | 5    | ワンだふるケーキ ／ ビーチの大そうじ                     | Pupcakes / Stink or Swim                       | 2021年1月26日 |
| 6    | 6    | ボールに愛をこめて                                       | A Ball for All                                 | 2021年1月26日 |
| 7    | 7    | パパのお仕事見学 ／ チームワークでたたかおう             | Ding Dong Day / Grand Sam                      | 2021年1月26日 |
| 8    | 8    | コケッコー・パーティー ／ 球場につれてって               | Clucky Day / Take Me Out to the Fetch Game     | 2021年1月26日 |
| 9    | 9    | レーサーになりたい                                       | Dog the Right Thing                            | 2021年1月26日 |

#### シーズン 2 (2021年)
| 通算 | 話数 | 日本語版サブタイトル                               | 英語版サブタイトル                                       | 公開日        |
| ---- | ---- | -------------------------------------------------- | -------------------------------------------------------- | ------------- |
| 10   | 1    | それいけ、スニフマス                               | Snow Dog, Snow                                           | 2021年12月7日 |
| 11   | 2    | パパとママの記念日 ／ パウストン100周年パーティー  | All Paws on Deck / Bonestand and Deliver                 | 2021年12月7日 |
| 12   | 3    | サムをつかまえろ ／ オモチャをさがせ               | Catch Me If You Sam / Toy Driver                         | 2021年12月7日 |
| 13   | 4    | フランクとビーンズとチリ ／ 大草原の小さな犬       | Frank and Beans with Chili / Little Hound on the Prairie | 2021年12月7日 |
| 14   | 5    | チェイサーとチュワー ／ ひみつのレシピ             | Chaser and Chewer / Recipe for Adventure                 | 2021年12月7日 |
| 15   | 6    | うしなわれた黄金のスリッパ ／ それいけ、マイペース | Raiders of the Lost Bark / Slow Dog Slow                 | 2021年12月7日 |
| 16   | 7    | ボードゲーム ／ 歌のコンテスト                     | Board Silly / Sing for the Fences                        | 2021年12月7日 |
| 17   | 8    | 車のしゅうり ／ しっぽでチョップ                   | Fast Frank's Fixit / Tail-kwondo                         | 2021年12月7日 |
| 18   | 9    | ハッピーバースデー パウストン                      | Happy Birthday Pawston                                   | 2021年12月7日 |

#### シーズン 3 (2022年)
| 通算 | 話数 | 日本語版サブタイトル                                    | 英語版サブタイトル                                  | 公開日        |
| ---- | ---- | ------------------------------------------------------- | --------------------------------------------------- | ------------- |
| 19   | 1    | 子守はおまかせ! ／ 消えたジェットコースター             | Big Dog Job / The Case of the Slobbery              | 2022年9月19日 |
| 20   | 2    | ヘルプボット ／ ネコのおもてなし                        | Tag Team / Cattitude Adjustment                     | 2022年9月19日 |
| 21   | 3    | マジックにちょうせん! ／ ぬけ毛ハリケーン               | Hocus Focus / Furricane                             | 2022年9月19日 |
| 22   | 4    | 1日ママ! ／ 木をひっかいたのはだれ?                     | Mom for a Day / Kitty in the City                   | 2022年9月19日 |
| 23   | 5    | おうちをとりかえっこ! ／ がんばれソックス               | The Itch to Switch / Mismatched Socks               | 2022年9月19日 |
| 24   | 6    | あたらしいぼうし ／ ハッピーワンドの物語                | New Hat, New Tag / Furry-Tail Ending                | 2022年9月19日 |
| 25   | 7    | ビッグパウのナゾ ／ 海ぞくレースで宝さがし              | Bigpaw, Big Problem / Captain Scooch and Scally-Tag | 2022年9月19日 |
| 26   | 8    | パウストン・チュービリー・ゲーム ／ いかないで、キット! | The Pawston Chewbilee / Don't Go, Cat. Go!          | 2022年9月19日 |

#### シーズン 4 (2023年)
| 通算 | 話数 | 日本語版サブタイトル                               | 英語版サブタイトル                                      | 公開日         |
| ---- | ---- | -------------------------------------------------- | ------------------------------------------------------- | -------------- |
| 27   | 1    | レースを見に来て ／ 道ばたオブジェ                 | Tails in the Seats / Roadside Distraction               | 2023年11月27日 |
| 28   | 2    | クッキーどうぞ ／ 消えた!? マットフィールド        | Tough Cookies / More Than Meets the Tie                 | 2023年11月27日 |
| 29   | 3    | タグの1日市長 ／ チェイサーとチュワー:パート2      | Tail to the Chief / Chaser and Chewer: Part Chew        | 2023年11月27日 |
| 30   | 4    | 1パピーシッター ビーンズ ／ わんちゃんの世界きろく | The Puppy Whisperer / Doggy Book of World Records       | 2023年11月27日 |
| 31   | 5    | パウメージング・レース                             | The Pawmazing Race                                      | 2023年11月27日 |
| 32   | 6    | 川をわたろう ／ コンサートがみたい                 | Bridge to Meowbuquerque / No Part Harmony               | 2023年11月27日 |
| 33   | 7    | わんわんガレージ ／ ラザニアでリーダー             | Happy Pawtomotiversary / Winner, Winner, Lasagna Dinner | 2023年11月27日 |
| 34   | 8    | よーい アクション! ／ それやめて、わんちゃん!      | Bites, Camera, Action! / Stay, Dog. Stay!               | 2023年11月27日 |
| 35   | 9    | ケーキをはこべ! ／ ハットホリデー                  | Whatever It Cakes / Haturday                            | 2023年11月27日 |
| 36   | 10   | ハロウィーンどろぼう ／ ニャロウィーン             | Trick or Thief / Meow-Lo-Ween                           | 2023年11月27日 |
| 37   | 11   | ドッグフードでおおさわぎ ／ おぎょうぎレッスン     | The Trouble with Kibbles / Road to Kindness             | 2023年11月27日 |
| 38   | 12   | タグのラッキータグ ／ 毛布を宇宙へ                 | How Tag Got Her Tag / Blankie Blaster                   | 2023年11月27日 |
| 39   | 13   | チェイサーとチュワー:パート3 ／ 歌ってワグネス     | Chaser and Chewer: Part Flea / Sing for Your Pupper     | 2023年11月27日 |
| 40   | 14   | ドッグアスロン                                     | Dogcathalon                                             | 2023年11月27日 |

### 图书
- Welcome to Pawston![6]
- Go, Team. Go![7]
- Paw-some Pals[8]
- Happy Howl-oween![9]
- Happy Sniffsmas![10]
- Dogs Clean Up![11]
- Happy Ballentine's Day![12]
- Clucky Day![13]
- Ding Dong Dad![14]
- Mom for a Day![15]

### 評価
コモン・センス・メディアのアシュリー・モールトン氏は、このアニメに5つ星のうち4つ星の評価を与えた。

### それいけ、わんちゃん!（TVシリーズ）
- 公式ウェブサイト (英語)
- それいけ、わんちゃん! - allcinema
- それいけ、わんちゃん! - Netflix
- それいけ、わんちゃん! - IMDb（英語）
- それいけ、わんちゃん! - Rotten Tomatoes（英語）